# Nové Dvory (Bystřany)
Nové Dvory (německy Neuhof) je část obce Bystřany v okrese Teplice. Nachází se na jihovýchodě Bystřan. Prochází zde dálnice D8. V roce 2011 zde trvale žilo 69 obyvatel.
Nové Dvory leží v katastrálním území Bystřany o výměře 3,03 km².

## Historie
První  písemná zmínka o vesnici pochází z roku 1833.

## Obyvatelstvo

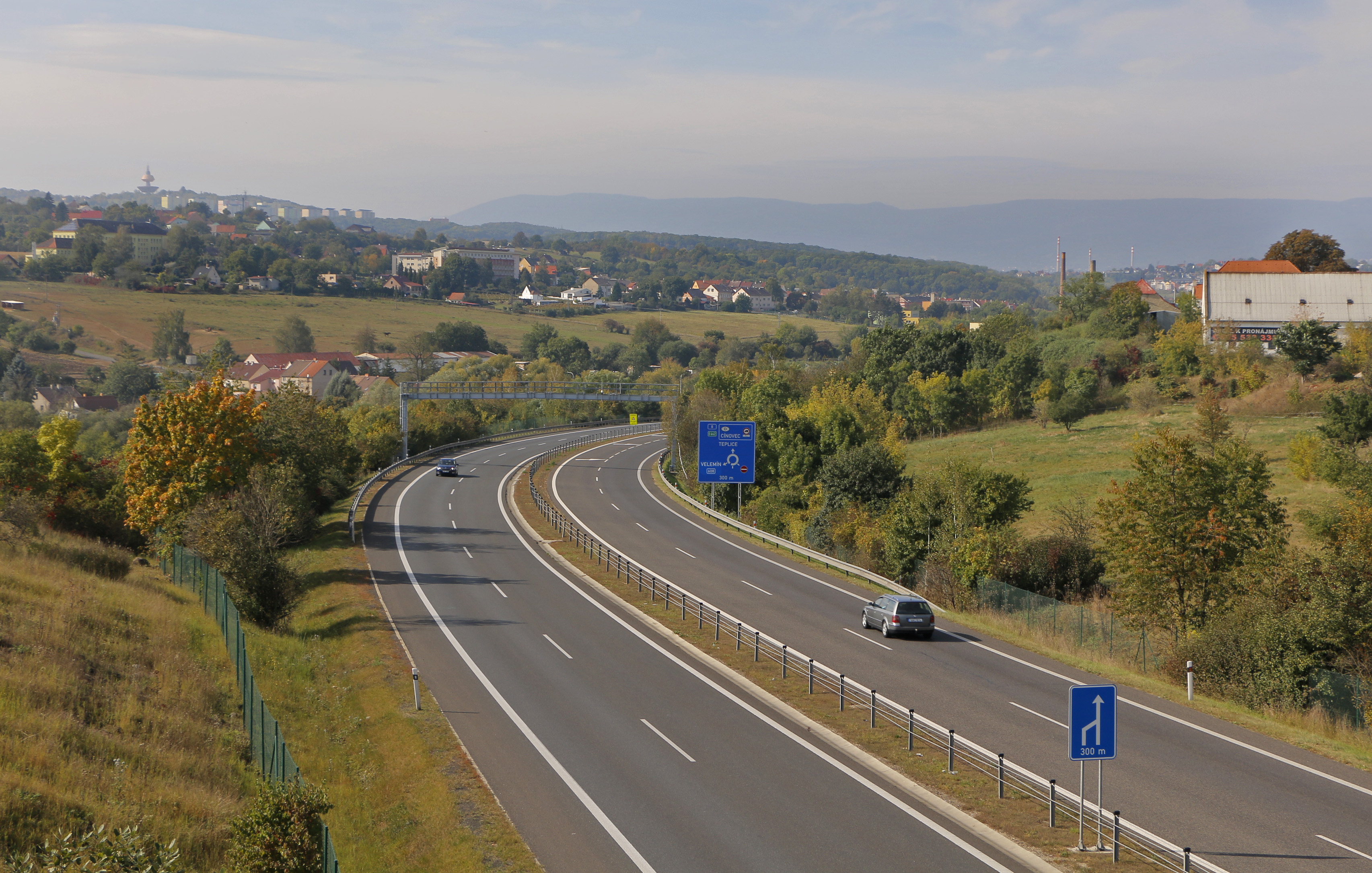
Silnice I. třídy 63 u Nových Dvorů, vlevo Teplice-Řetenice

|                                                                       | 1869 | 1880 | 1890 | 1900 | 1910 | 1921 | 1930 | 1950 | 1961 | 1970 | 1980 | 1991 | 2001 | 2011 | 2021 |
| --------------------------------------------------------------------- | ---- | ---- | ---- | ---- | ---- | ---- | ---- | ---- | ---- | ---- | ---- | ---- | ---- | ---- | ---- |
| Obyvatelé                                                             | 161  | 195  | 197  | 212  | 212  | 215  | 240  | 101  | 121  | 108  | 95   | 65   | 38   | 69   | 56   |
| Domy                                                                  | 19   | 20   | 21   | 22   | 25   | 25   | 32   | 35   | .    | 26   | 25   | 23   | 17   | 26   | 22   |
| Počet domů z roku 1961 je zahrnut v počtu domů místní části Bystřany. |      |      |      |      |      |      |      |      |      |      |      |      |      |      |      |